# Crockett's Theme
Crockett's Theme è un singolo strumentale realizzato dal compositore ceco Jan Hammer per la serie televisiva Miami Vice.
Il cognome Crockett si riferisce al personaggio interpretato da Don Johnson, James "Sonny" Crockett. La versione iniziale del brano è stata riprodotta per la prima volta nel quinto episodio della prima stagione (Il ritorno di Calderone: prima parte), andato in onda il 19 ottobre 1984. La colonna sonora compare nell'album Miami Vice II, la seconda raccolta musicale della serie televisiva. È inoltre presente nell'album del 1987 Escape from Television, sempre di Jan Hammer.
Pur non avendo riscosso grande successo negli Stati Uniti, la canzone si è rivelata una hit in Europa occidentale, raggiungendo la prima posizione in Belgio e nei Paesi Bassi, rispettivamente per due e quattro settimane. Ha inoltre raggiunto il secondo posto in Irlanda e nel Regno Unito.

## Cover e altri usi
- Tra le cover più celebri della canzone c'è quella realizzata nel 1990 dagli Shadows.
- Nel 2002 Crockett's Theme è stata inserita nella colonna sonora del videogioco Grand Theft Auto: Vice City, il quale è largamente ispirato a Miami Vice.